# Margarita
Margarita je koktejl z tequily, který existuje v několika verzích. Klasická Margarita obsahuje blanco tequilu, pomerančový likér a limetkovou šťávu. Tommy's Margarita se dělá z reposado tequily, limetkové šťávy a agávového sirupu. Frozen Margarita následuje podobný recept, vše je ale rozmixováno s ledem, někdy také s ovocem (jahody, mango) a výsledný nápoj vzhledově připomíná ledovou tříšť. Margarita je populární hlavně v USA a Mexiku, podává se ale po celém světě a patří mezi 10 nejoblíbenějších koktejlů na světě. Jak Margarita vznikla je nejasné, název pravděpodobně vznikl překladem anglického Daisy, což je obecné označení pro koktejly které obsahují lihovinu, citrusovou šťávu a likér. Autorství receptu bylo v minulosti přisuzováno mnoha lidem, ale jednoznačná odpověď není známa, stejný koktejl se pod názvem Picador či zcela bez pojmenování objevuje v koktejlových knihách již od třicátých let.
Klasický recept obsahuje 2 díly blanco tequily, 1 díl limetové šťávy a 1 díl pomerančového likéru Cointreau. Tommy's verze obsahuje reposado tequilu a pomerančový likér nahrazuje agávovým sirupem. Moderní recepty často navyšují podíl tequily, stejně tomu je i v receptu Mezinárodní barmanské asociace. Podle něj se smíchá v šejkru 7 dílů stříbrné tequily, 4 díly Cointreau, 3 díly limetkové šťávy a led. Podává se ve speciální sklenici na stopce, která má úzkou dolní a širokou horní část, na jejím okraji se vytvoří krusta ze soli. Variantou je modrá margarita, v níž je místo Cointreau použit Curacao likér.
22. února slaví Američané Národní den Margarity.